# Договор между США и Венесуэлой о морской границе
Договор между США и Венесуэлой о морской границе — международный договор, заключённый в 1978 году между Соединёнными Штатами Америки и Венесуэлой, который установил международную морскую границу между венесуэльскими островами в Карибском море и американскими территориями Пуэрто-Рико и Виргинскими островами.
Договор был подписан в Каракасе 28 марта 1978 года. Граница, установленная текстом договора, имеет длину 298,7 морских миль. Две трети границы представляют собой равноудаленную линию между Американскими Виргинскими островами и островом Авес. Крайней восточной точкой границы является пограничный стык с Нидерландскими Антильскими островами, а крайней западной точкой — стык с Нидерландскими Антильскими Островами и Доминиканской Республикой.
Договор вступил в силу 24 ноября 1980 года после его ратификации обоими государствами.